# 涼木みらい
涼木 みらい（すずき みらい、1994年12月27日 - ）は、日本のAV女優。バンビプロモーション所属。

## 略歴・人物
東京都出身。2014年8月、アダルトビデオメーカー・エスワンの専属女優としてAVデビュー。

## 出演作品

### アダルトDVD
2014年
- 新人 NO.1STYLE 涼木みらい AVデビュー（8月7日、エスワン）
- 涼木みらい、イキます。 初絶頂4本番（9月7日、エスワン）
- みらいと同棲ズボズボ性活（10月7日、エスワン）
- 交わる体液、濃密セックス（11月7日、エスワン）
- 犯された女子高生 放課後の輪姦教室（12月7日、エスワン）

2015年
- ラブ♥キモメン（1月7日、エスワン）
- 涼木みらいがイクときの絶叫（2月7日、エスワン）
- 秘密捜査官の女 漆黒の闇夜に潜むトラジディ（3月7日、エスワン）
- 現役女子大生ナマ中出しライフ 3（7月10日、S級素人）他出演:早川瑞希、島崎りこ、青山未来

### イメージDVD
- Mirai 究極絶対美少女・涼木みらい（2014年10月2日、グラッツコーポレーション）